# Nino Romeo
Nino Romeo, all'anagrafe Antonino Romeo (Catania, 2 ottobre 1955), è un drammaturgo, regista e attore italiano.

## Biografia
Dopo gli studi classici, studia Medicina, frequentando la Clinica Psichiatrica dell'Università di Catania. Il forte contrasto con le impostazioni teoriche e metodologiche di gran parte del mondo accademico trova riscontro in alcuni articoli, di orientamento antipsichiatrico, pubblicati da periodici di informazione. Scrive, inoltre, per riviste specializzate, saggi su argomenti di confine tra campo psichiatrico e umanistico, tra i quali: un saggio sul rapporto tra cinema e immaginario onirico; un articolo sul delirio artistico in Vincent van Gogh, Tchaikovskij, Antonin Artaud e Friedrich Nietzsche; un saggio sull'edipo rovesciato nel personaggio della Figliastra in "Sei personaggi in cerca d'autore" di Luigi Pirandello. Compila la tesi di laurea sulla personalità e il delirio in Friedrich Nietzsche.
Ha diretto opere di Boris Vian, August Strindberg, Luigi Pirandello, Samuel Beckett; si è occupato della riduzione teatrale di novelle di Franz Kafka, Vitaliano Brancati, Giovanni Verga e Leonardo Sciascia e della messa in scena di opere poetiche di Catullo, Charles Baudelaire e di Domenico Tempio.
Nell'ambito del progetto Teatro/Anarchia/Rivoluzione... per una drammaturgia del pensiero... ha adattato per la scena e diretto opere filosofiche di Max Stirner, Pierre-Joseph Proudhon e di Percy Bysshe Shelley.
Dal 1996 al 2003, ha diretto il Circuito Teatrale Siciliano, organismo di promozione e formazione del pubblico.
Nino Romeo e Graziana Maniscalco hanno avviato, agli inizi del 2015, il progetto multidisciplinare dedicato alla vita e all'opera di Domenico Tempio dal titolo "Itinerari Tempio" con l'apporto scientifico del critico letterario Antonio Di Grado e della storica Lina Scalisi.
Nell'ambito del progetto, il Gruppo Iarba ha allestito lo spettacolo "In Petra" trasfigurazione scenica de "L’imprudenza o Lu Mastru Staci", su progetto drammaturgico e per la regia di Nino Romeo.
Inoltre a dicembre dello stesso anno, in partecipazione congiunta tra il Centro Teatrale Siciliano e l'Archivio di Stato di Catania, ha preso il via il percorso guidato sul poema "La carestia".
L'opera di Nino Romeo è oggetto di studio ed argomento di saggi critici da parte di docenti di storia dello spettacolo, di letteratura, di linguistica e glottologia. È stato argomento di quattro tesi di laurea monografiche presso la Facoltà di lettere dell'Università di Catania e presso il DAMS di Bologna.
È sposato con l'attrice Graziana Maniscalco con cui dirige la compagnia Gruppo Iarba di Catania.

## Opere

### Testi teatrali
- La sequestrata di Poitiers (1985)
- Cronica (1986)
- Cul de sac (1987)
- Una serata da (1989)
- Chiamata d'asso (1990)
- !Cucì...Cucì! (1992)
- Storia di Frangisca (1993) - pubblicato dalla rivista "Ridotto"
- Fatto in casa (1992) - edito da Sicilia Punto L (RG)
- La rondine, l'usignolo e l'upupa (1994) - edito da Sicilia Punto L (RG)
- Sachib e Marianna (1996)
- L'altro figlio (1999) - ispirato all'omonima novella di Luigi Pirandello
- Disgusto per stile (1999) - edito da Artefacio Libri (CT)
- Amici (2001)
- Post Mortem (2006) - tratto dall'omonima novella commissionata dalla Biennale delle Isole (Corte, Corsica)
- Nubendi (2007)
- Dollìrio (2007) - pubblicato dalla rivista "Ridotto"
- Entro i limiti della media europea, oratorio in nero per le morti bianche (così le chiamano) (2009) - pubblicato dalla rivista "Ridotto"
- La casa della nonna (2010)
- Sorelle per legge (2011)

## Premi vinti
- Premio Calcante 2010 della SIAD Società Italiana Autori Drammatici, "Entro i limiti della media europea oratorio in nero per le morti bianche (così le chiamano)"
- Premio Candoni 2001, "Amici"
- Premio Biennale delle Isole 2000
- Premio Riccione per il Teatro 1999, "Disgusto per stile"
- Premio IDI 1993, "Storia di Frangisca"
- Premio Fava 1992, "!Cucì…Cucì!"
- Targa speciale della Giuria al premio Fava 1990, "Chiamata d'asso"
- Segnalazione al Premio Riccione/Ater 1985, "La sequestrata di Poitiers"

### Video
- Dollirio estratto video.avi, su youtube.com, 23 ottobre 2011. URL consultato il 19 ottobre 2011.

### Documentazione e approfondimenti
- Liliana Rosano, "Dollirio". Il nuovo lavoro di Nino Romeo tra storie di mafia ed evoluzioni dell’animo umano. In scena al Teatro Musco di Catania fino al 6 maggio - regia Nino Romeo, su girodivite.it, 8 maggio 2007. URL consultato l'8 maggio 2007.
- Angelo Pizzuto, DOLLIRIO - regia Nino Romeo, su sipario.it, 14 novembre 2007. URL consultato il 14 novembre 2007.
- Giuseppe Condorelli, Teatro, al Brancati “La casa della nonna” di Nino Romeo [collegamento interrotto], su catania.blogsicilia.it, 28 novembre 2010. URL consultato il 28 novembre 2010.
- Angelo Pizzuto, La Casa della Nonna, lo spettacolo scritto e diretto da Nino Romeo in scena al Teatro dei Conciatori, su oltrelecolonne.it, febbraio 2013. URL consultato il febbraio 2013 (archiviato dall'url originale il 4 marzo 2016).
- Redazione, Entro i limiti della media europea di Nino Romeo - regia Nino Romeo, su dramma.it, marzo 2013. URL consultato il marzo 2013.
- Redazione, Dollirio di Nino romeo Al teatro Canovaccio - regia Nino Romeo, su catania.livesicilia.it, 24 novembre 2014. URL consultato il 24 novembre 2014 (archiviato dall'url originale il 27 giugno 2015).
- Redazione, A Catania, sulle tracce di Micio Tempio, su argocatania.org, 1º marzo 2015. URL consultato l'8 dicembre 2015.